# Farallon de Medinilla
Farallon de Medinilla est une île des îles Mariannes du Nord dans la mer des Philippines.

## Description
Elle s'étend sur 2,8 km de longueur pour une largeur de 0,5 km et se situe à 83 km au nord de Saipan. Il s'agit de la plus petite île de l'archipel si l'on excepte le Banc de Zealandia. Il s'agit d'un atoll surélevé.
Ses rives sont bordées de falaises contenant des grottes et ses plaines sont faites de brousse de type savane.

## Histoire
Découverte par Bernardo de la Torre en octobre 1543, des recherches archéologiques ont montré qu'elle a été habitée par les Chamorros.
Louis Claude de Saulces de Freycinet la visite en 1819. Elle est nommée en hommage à Jose de Medinilla y Pifieda, le gouverneur espagnol des Marianes de 1812 à 1822.
Après la vente des Mariannes du Nord par l'Espagne à l'Empire allemand en 1899, Farallon de Medinilla est administré dans le cadre de la Nouvelle-Guinée allemande. Pendant la Première Guerre mondiale, elle passe sous le contrôle de l'empire du Japon comme partie du mandat des îles du Pacifique et lors de la Seconde Guerre mondiale devient sous le contrôle des États-Unis dans le cadre des territoires sous tutelle des îles du Pacifique. 
Depuis 1978, elle fait partie du commonwealth des îles Mariannes du Nord. Pendant plusieurs années, elle a été utilisée par l'armée américaine pour des essais militaires et des bombardements jusqu'à ce que le Center for Biological Diversity engage un procès en 2002, accusant la Marine de détruire la faune de l'île. Finalement une décision judiciaire a ordonné au département de la Défense des États-Unis de cesser les exercices de bombardement sur Farallon de Medinilla jusqu'à ce qu'ils soient conformes à la Loi sur le Traité sur les oiseaux migrateurs.